# Macarena Sánchez
Macarena Sánchez Jeanney (Santa Fe, provincia de Santa Fe, 28 de diciembre de 1991), más conocida como Macarena Sánchez o Maca Sánchez, es una futbolista profesional argentina que juega en San Lorenzo de Almagro de la Primera División Femenina de Argentina. Se destaca por haber sido la primera futbolista en firmar un contrato profesional en Argentina.
Anteriormente jugó en Universidad Nacional del Litoral, Club Atlético Colón, y Logia.
Fue designada en diciembre de 2019 por el presidente Alberto Fernández para dirigir el Instituto Nacional de la Juventud, en reemplazo de Adriana Cáceres. Esta es la primera experiencia de la jugadora al frente de un cargo de gestión pública. Actualmente se encuentra desempeñando funciones en el Ministerio de Turismo y Deportes de la Nación como Titular de la Unidad Ejecutora Temporaria de Fortalecimiento Deportivo con rango de subsecretaria nacional.

## Trayectoria
Desde pequeña jugó al fútbol en Santa Fe de modo informal, pero fue recién en 2006 donde comenzó a darle forma a su carrera en el equipo de Fútbol Femenino de la Universidad Nacional del Litoral, luego tuvo un paso por el Club Atlético Colón de Santa Fe y por Logia Fútbol Club en la liga santafesina de fútbol y recién en 2012 fue cuando comenzó a participar de la Primera División Femenina formando parte del Club Deportivo UAI Urquiza, oportunidad que surge de un amistoso en la ciudad de Santa Fe, donde el DT de la UAI, Diego Guacci la invitó a probarse en el furgón.
Actualmente vive en Buenos Aires, donde además de su carrera profesional como futbolista, milita el feminismo y estudia Trabajo Social en la Universidad de Buenos Aires.
Sánchez Jeanney lleva ganados cuatro campeonatos y una medalla de bronce en la Copa Libertadores Femenina de 2015 con la UAI Urquiza.
En 2019, el equipo de Villa Lynch decidió rescindir el contrato de la delantera.
En abril de 2019, Sánchez se incorporó oficialmente al plantel del Club Atlético San Lorenzo de Almagro para disputar el torneo que empieza en junio de este mismo año.

## Clubes

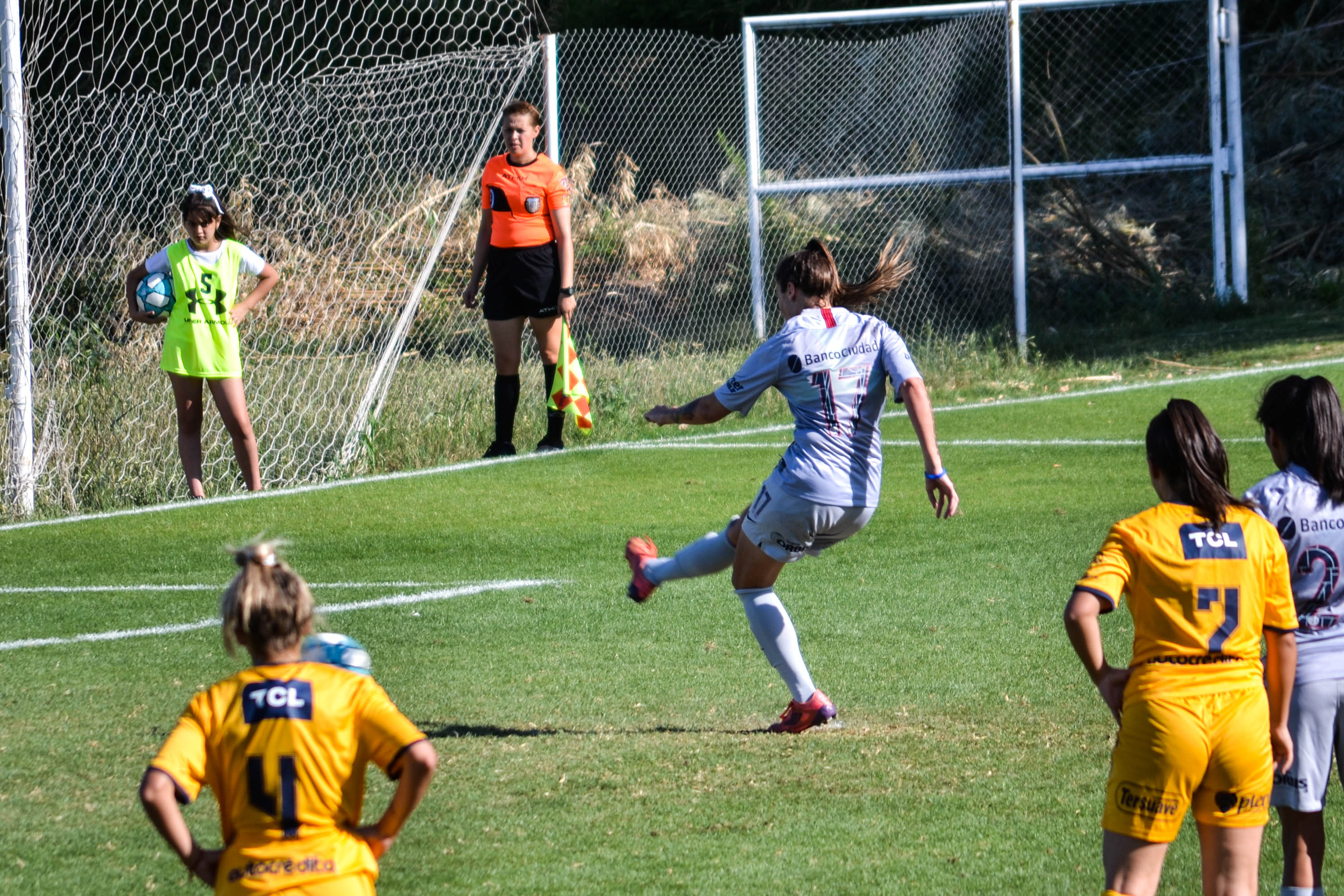
Sánchez Jeanney con el dorsal #17 de San Lorenzo de Almagro.

| Club                             | País      | Año         |
| -------------------------------- | --------- | ----------- |
| Universidad Nacional del Litoral | Argentina | 2006 - 2008 |
| Club Atlético Colón              | Argentina | 2009        |
| Universidad Nacional del Litoral | Argentina | 2010        |
| Logia Fútbol Club                | Argentina | 2011        |
| Club Deportivo UAI Urquiza       | Argentina | 2011-2019   |
| San Lorenzo                      | Argentina | 2019-       |

## Palmarés
| Campeonato        | Resultado         | Club        | Sede      | Año      |
| ----------------- | ----------------- | ----------- | --------- | -------- |
| Primera División  | Campeona          | UAI Urquiza | Argentina | 2012     |
| Primera División  | Campeona          | UAI Urquiza | Argentina | 2014     |
| Copa Libertadores | Medalla de Bronce | UAI Urquiza | Medellín  | 2015     |
| Primera División  | Campeona          | UAI Urquiza | Argentina | 2017-18  |
| Primera División  | Campeona          | San Lorenzo | Argentina | Ap. 2021 |

## Activismo

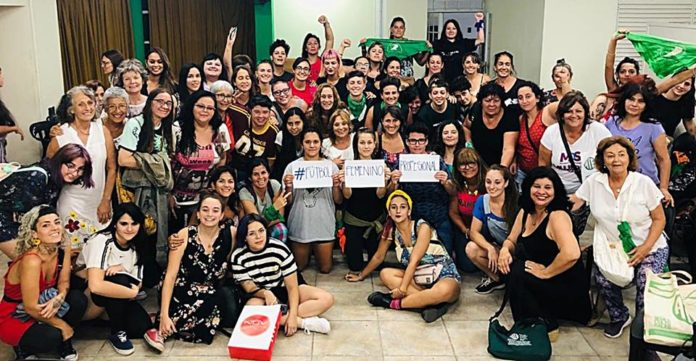
La Mesa Ni Una Menos Santa Fe hizo público su apoyo a la futbolista ante su lucha por el #FutbolFemeninoProfesional

Sánchez Jeanney, reconocida militante feminista, intimó al club UAI Urquiza luego de que el mismo decidiera desvincularla a mitad del Torneo de Primera División 2018-2019, exigiendo la regularización de su situación laboral.
El comunicado publicado por la futbolista que reclamaba por una profesionalización del futbol femenino en Argentina y el equipo jurídico que la representa, generó una repercusión inmediata en medios nacionales e internacionales y en las redes sociales, colegas de la futbolista se expresaron a favor de la lucha con la consigna y el pedido de un "Fútbol Femenino Profesional" dejando en evidencia las falencias de la estructura del fútbol femenino en la Argentina.
El reclamo encabezado por la futbolista y las amenazas anónimas recibidas, llegaron a recintos políticos como el Congreso de la Nación, la Cámara de Diputados de Santa Fe y la Legislatura de CABA donde se presentaron diversos proyectos a favor de la causa.

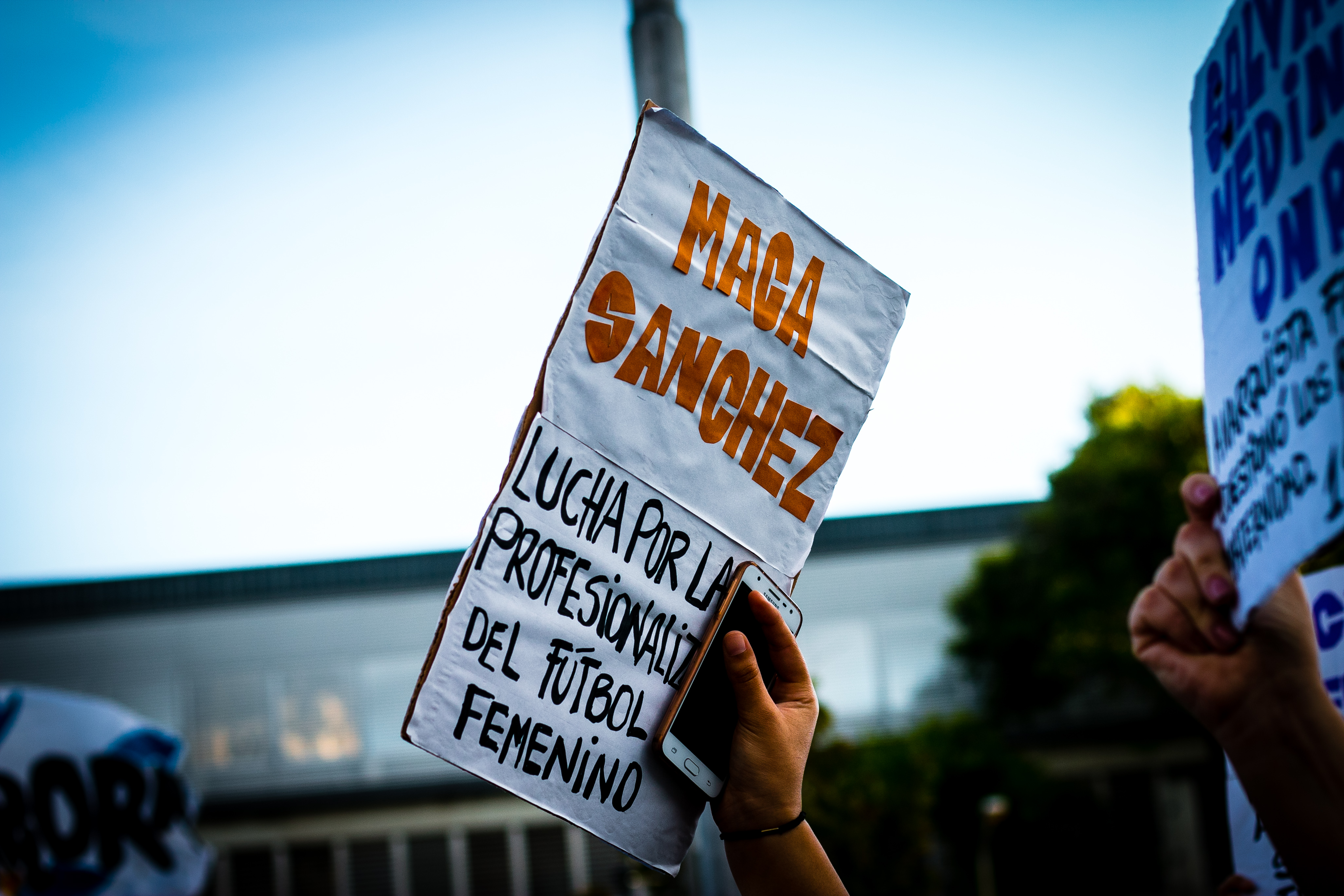
Consignas de lucha sobre la profesionalización del Fútbol Femenino en las manifestaciones feministas.

Luego de que en marzo de 2019 la AFA hiciera el anuncio formal de la profesionalización del fútbol femenino en Argentina, el 12 de abril de 2019, quince jugadoras del plantel de San Lorenzo de Almagro fueron las primeras en tener contratos profesionales en el fútbol femenino local.

## Carrera política

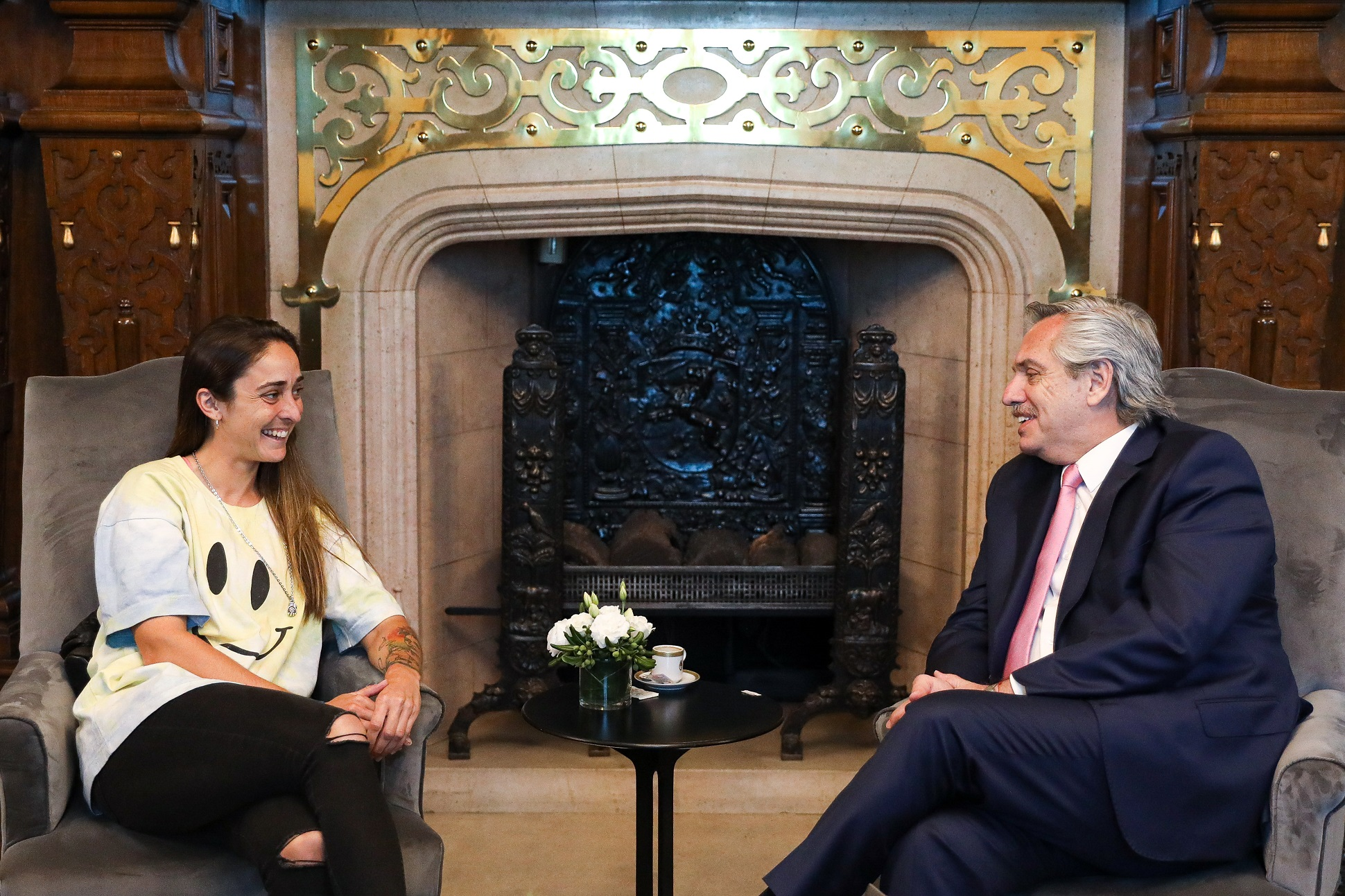
Macarena Sánchez junto al presidente Alberto Fernández.

En 2019, Alberto Fernández designó a Sánchez Jeanney como responsable del Instituto Nacional de Juventud, que hasta 2020 estuvo bajo la órbita del ministerio de Desarrollo Social de la República Argentina, para luego pasar a depender de la Jefatura de Gabinete de Ministros de la Nación.
En septiembre de 2022 dejó el Instituto Nacional de Juventudes y empezó a cumplir funciones como subsecretaria en el Ministerio de Turismo y Deportes de la Nación. Es titular de la Unidad Ejecutora Temporaria de Fortalecimiento Deportivo.

## Reconocimientos
- Distinción de la Cámara de Diputados de la provincia de Santa Fe por su lucha en defensa de los derechos de las mujeres - 2019[19]
- Declarada Personalidad destacada de la Ciudad Autónoma de Buenos Aires en el ámbito del deporte por la Legislatura de la Ciudad Autónoma de Buenos Aires en reconocimiento por su lucha por la igualdad de derechos laborales del fútbol femenino - 2019[20][21]
- Distinción Fiesta del Deporte Santafesino por su desempeño en el Fútbol Profesional femenino - 2019[22]